# Tour PwC
La tour PwC (en espagnol, Torre PwC) est un gratte-ciel situé à Madrid, capitale de l'Espagne.

## Situation
Située dans l'arrondissement de Fuencarral-El Pardo, la tour est l'une des quatre du Cuatro Torres Business Area, entre les tours de cristal au nord et Cepsa au sud.

## Construction
Construite à partir de 2004, elle est inaugurée en 2009. Appelée tour Sacyr Vallehermoso, du nom de l'entreprise de travaux publics dont les bureaux y sont situés, elle prend son nom actuel le 20 juin 2011 lorsque Pricewaterhouse Coopers en devient le principal occupant.

## Occupants
La tour abrite l'hôtel cinq étoiles EuroStars Madrid Tower, ainsi que les bureaux de Pricewaterhouse Coopers entre les étages 34 et 50.